# تشارلز "هيواير" باتوشيك
تشارلز «هيواير» باتوشيك (بالإنجليزية: Charles "Haywire" Patoshik)‏ هو شخصية خيالية من مسلسل بريسون بريك الأمريكي، أداها الممثل سيلاس وير ميتشل.
يحمل باتوشيك درجة الدكتوراة في علم الرياضيات من جامعة هارفورد وفاز بأربعة جوائز Mathematician of the Year أو «رياضياتي العام»، بدأت بوادر الإعياء الذهني تظهر عليه أثناء انغماسه في دراساته المكثفة أدت به في النهاية إلى التسبب في قتل والديه بإطلاق النار عليهما. هيواير ليس له أي تاريخ من سوابق العنف ولم يكن لديه حافز لارتكاب الجريمة (أدعى باتوشيك أنه لا يتذكر أي شيء من هذا (يقصد قتل والديه)).

## وصلات خارجية
- السيرة الذاتية لباتوشيك من موقع Fox.com نسخة محفوظة 10 أغسطس 2007 على موقع واي باك مشين. .